# پشه‌های قارچ‌دوست
پشه‌های قارچ‌دوست (نام علمی: Mycetophilidae) نام یک تیره از فروراسته هم‌نشین‌ریختان است.

## نگارخانه

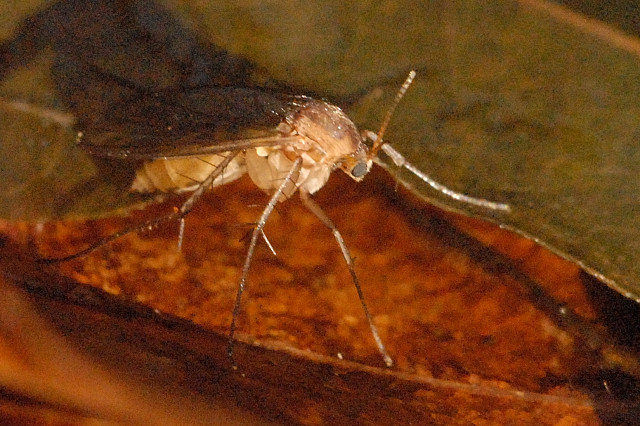
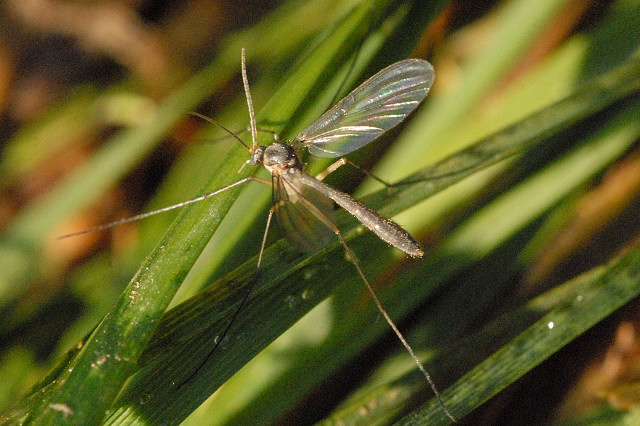
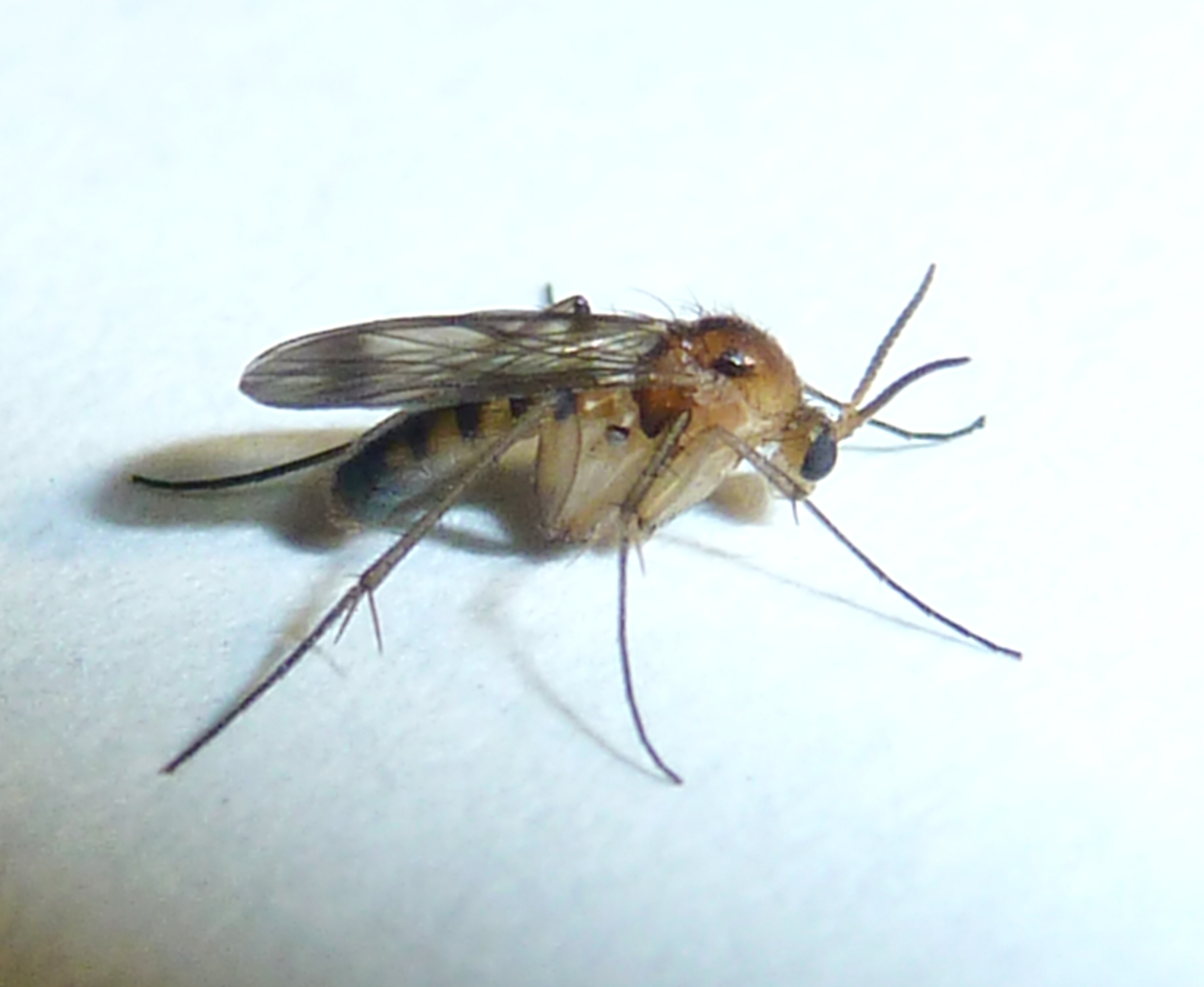